# Atalanta (Macedonia)
Atalanta (en griego,  Ἀταλάντη, nombre usado por Tucídides) o Alanta (en griego,  Ἀλλάντη, nombre usado por Esteban de Bizancio) es el nombre de una antigua ciudad de Macedonia.
Es citada por Tucídides, que señala que, cuando un ejército tracio bajo el mando de Sitalces invadió Macedonia en el año 429 a. C., devastó y tomó varias ciudades, mientras otras, entre las que se hallaba Atalanta, se unieron a los tracios mediante acuerdos, debido a su amistad con Amintas.
Plinio el Viejo ubica entre los pueblos situados al pie de los montes Ródope, Escopio y Orbelo a los alantenses.